# أولاد شعيب (أولاد امحمد)
أولاد شعيب هي إحدى مشيخات المملكة المغربية، تتبع جغرافيا لإقليم سطات وإداريًا لأولاد امحمد. يقدر عدد سكانها بـ 1900 نسمة حسب الإحصاء الرسمي للسكان والسكنى لسنة 2004.